# IC 4316
IC 4316 је галаксија у сазвјежђу Хидра која се налази на листи објеката дубоког неба у Индекс каталогу.
Деклинација објекта је - 28° 53' 31" а ректасцензија 13h 40m 18,5s. Привидна величина (магнитуда) објекта IC 4316 износи 14,4 а фотографска магнитуда 15,0. Налази се на удаљености од 4,41 милиона парсека од Сунца. IC 4316 је још познат и под ознакама ESO 445-6, MCG -5-32-62, TOL 37, AM 1337-283, PGC 48368.